# Annabel Moreno i Nogué
Annabel Moreno y Nogué (Barcelona, España; 1973). Abogada y política catalana. Alcaldesa de Arenys de Mar desde abril de 2016. Ha sido Secretaria de Política Comarcal de Esquerra Republicana de Catalunya (ERC).

## Biografía
Licenciada en Derecho . Master en Derecho Administrativo . Ejerce la abogacía desde el año 2000, tanto en el ámbito del Derecho Administrativo como del Derecho Urbanístico. Ha sido asesora jurídica al grupo de Esquerra Republicana de Catalunya en el Parlamento de Cataluña y letrada en diversos ayuntamientos. Ha trabajado de letrada de la Comisión de Deontología del Colegio de Abogados de Barcelona. Actualmente cursa Ciencias Políticas. Alcaldesa de Arenys de Mar desde abril de 2016. Es diputada en la Diputación de Barcelona.
Fue vicepresidenta de la Asociación de Municipios por la Independencia (AMI) los años 2018 a 2019. Ha ejercido de Consejera Delegada del Consejo Comarcal del Maresme, como responsable de los Servicios a los municipios y Planificación. Es representante de los municipios con puerto en el Consejo ejecutivo de Puertos de la Generalitat.
Accedió a la Alcaldía de Arenys, el 6 de abril de 2016, a través de una moción de censura que impulsaron ERC, CUP, PSC, CiU e ICV. Había sido concejala en la oposición desde las elecciones municipales de 2011. En las elecciones de mayo de 2019 ERC incrementó su representación y revalidó la alcaldía con una nueva mayoría con la CUP y Arenys en Comú.